# Richard’s Castle
Richard’s Castle – wieś w Anglii, na granicy hrabstw Herefordshire i Shropshire. Leży 31 km na północ od miasta Hereford i 203 km na północny zachód od Londynu.